# ネイサン・ジョーンズ
ネイサン・ジョーンズ（Nathan Jones、1969年8月21日 - ）は、オーストラリアの元プロレスラー、男性総合格闘家、俳優。クイーンズランド州ゴールドコースト出身。

## 来歴
16歳の時に強盗事件を起こし刑務所で2年間服役する。服役中にパワーリフティングに打ち込みレスラーとしての下地を作り、出所後にパワーリフティング大会でオーストラリア王者に輝いている。怪力世界一を決めるワールド・ストロンゲスト・マン・コンテストやアームレスリングの大会などに出場。
1995年のワールド・ストロンゲスト・マン・コンテストではアームレスリング種目でマグナス・サミュエルソンと対戦し、その時ネイサンの右腕の骨が折れてしまう事故が起こる。
1997年、PRIDE旗揚げ戦に北尾光覇の対戦相手として来日しプロ総合格闘技デビュー。
その後、ボディーガードを経てオーストラリアのWWAにてプロレスラーとしてデビュー。2002年4月7日には、ジェフ・ジャレット、スコット・スタイナー、ブライアン・クリストファーとの4Wayマッチを征し、WWA世界ヘビー級王座を獲得している。同年、橋本真也の目に留まりプロレスリングZERO-ONEに来日し、ジョン・ハイデンライクとのタッグで活動。10月20日に大谷晋二郎&田中将斗（炎武連夢）からNWAインターコンチネンタル・タッグ王座を奪取している。
2002年末からWWEのダーク・マッチに出場を続け、2003年にWWEと契約。スマックダウン所属となり、10年間服役していた元服役囚という自身の経歴を誇張したギミックでジ・アンダーテイカーのパートナーとしてデビュー。テイカーのパートナーとしてビッグ・ショー&Aトレインと抗争し、レッスルマニア19にも出場予定だったが、レッスルマニア本編前の『HeAT』でFBIの襲撃を受け医務室に搬送される。そのため、カードはテイカーとビッグ・ショー&Aトレインのハンディキャップマッチに変更されるが、その試合終盤に復帰・乱入し、劣勢のテイカーを救出する活躍を見せた。しかしその後は実力不足と判断され、傘下団体のOVWに送られ調整。同年のサバイバー・シリーズ前にブロック・レスナーの手下としてヒールターンし復帰、マット・モーガンとのコンビで活動する。しかし母国・オーストラリアでハウス・ショーを行った際にホームシックに陥ったことが原因で12月に自らWWEを退団。
退団後はオーストラリアに戻り現地のインディー団体に参戦していたが、2005年に引退。その後は俳優に転身し活動している。

## 戦績
| 総合格闘技 戦績 | 総合格闘技 戦績 | 総合格闘技 戦績 | 総合格闘技 戦績 | 総合格闘技 戦績 | 総合格闘技 戦績 | 総合格闘技 戦績 |
| --------------- | --------------- | --------------- | --------------- | --------------- | --------------- | --------------- |
| 1 試合          | (T)KO           | 一本            | 判定            | その他          | 引き分け        | 無効試合        |
| 0 勝            | 0               | 0               | 0               | 0               | 0               | 0               |
| 1 敗            | 0               | 1               | 0               | 0               | 0               | 0               |

| 勝敗 | 対戦相手 | 試合結果               | 大会名  | 開催年月日     |
| ×    | 北尾光覇 | 1R 2:14 V1アームロック | PRIDE.1 | 1997年10月11日 |

## 得意技
- チョークスラム
- ビッグ・ブート

## 獲得タイトル
- WWA世界ヘビー級王座：1回[2]
- NWAインターコンチネンタルタッグ王座：1回（w / ジョン・ハイデンライク）[3]

## 出演作品

### 映画
| 年   | 題名                                                          | 役名                     |
| ---- | ------------------------------------------------------------- | ------------------------ |
| 1996 | ファイナル・プロジェクト First Strike                         | 殺し屋                   |
| 1997 | Doom Runners!                                                 | ビッキー                 |
| 2004 | トロイ Troy                                                   | ボアグリアス             |
| 2005 | トム・ヤム・クン! Tom-Yum-Goong                               | TK                       |
| 2006 | SPIRIT 霍元甲                                                 | ヘラクレス・オブライアン |
| 2007 | 監獄島 The Condemned                                          | ピーター・ロードセプ     |
| 2008 | ジャイアント・チリペッパー SOMTUM                             | バーニー                 |
| 2009 | TEKKEN -鉄拳- Tekken                                          | クレイグ・マードック     |
| 2011 | コナン・ザ・バーバリアン Conan the Barbarian                  | アクン                   |
| 2014 | Charlie's Farm                                                | Charlie Wilson           |
| 2015 | マッドマックス 怒りのデス・ロード Mad Max: Fury Road          | リクタス・エレクタス     |
| 2015 | Bhooloham                                                     | Steven George            |
| 2016 | フライング・ジャット A Flying Jatt                            | ラカ                     |
| 2016 | マッド・ウォーリアーズ 頂上決戦 Never Back Down: No Surrender | Caesar Braga             |
| 2017 | Boar                                                          | Bernie                   |
| 2018 | In Like Flynn                                                 | The Mountain             |
| 2018 | The Scorpion King: Book of Souls                              | エンキドゥ               |
| 2021 | モータルコンバット Mortal Kombat                              | レイコ                   |
| 2024 | マッドマックス:フュリオサ Furiosa: A Mad Max Saga             | リクタス・エレクタス     |